# Pointe Alphonse Favre
Pour les articles homonymes, voir Favre.
La pointe Alphonse Favre est un sommet des aiguilles Rouges situé dans le département français de la Haute-Savoie. Il est réputé pour son ascension difficile mais également pour son panorama sommital.

## Toponymie
Le nom de la pointe Alphonse Favre provient du géologue suisse Alphonse Favre (en) qui a répertorié dans ses travaux de nombreux glaciers et sommets entre la France et la Suisse. Ce sommet, satellite de l'aiguille du Belvédère (2 965 m), porte son nom en mémoire de ses travaux.

## Alpinisme et ski
Sommet fréquenté principalement par les adeptes du ski alpinisme, son ascension se fait le plus souvent par le couloir sud-ouest, et la descente la plus classique est celle du glacier du Mort orienté nord-est qui rejoint le vallon de Bérard puis le hameau du Buet.
L'ascension peut également s'effectuer depuis le refuge de Bérard, seulement l'été. 
Malgré son altitude modeste, crampons et piolets sont nécessaires.